# Comisión Federal Electoral
La Comisión Federal Electoral fue un órgano político dependiente de la Secretaría de Gobernación de México, que precedió al Instituto Federal Electoral y cuya función desempeñó desde 1951 hasta 1990. Su función primaria era la de gestionar y controlar los procesos electorales del país, de los diputados y senadores que integran el Congreso de la Unión.

## Conformación

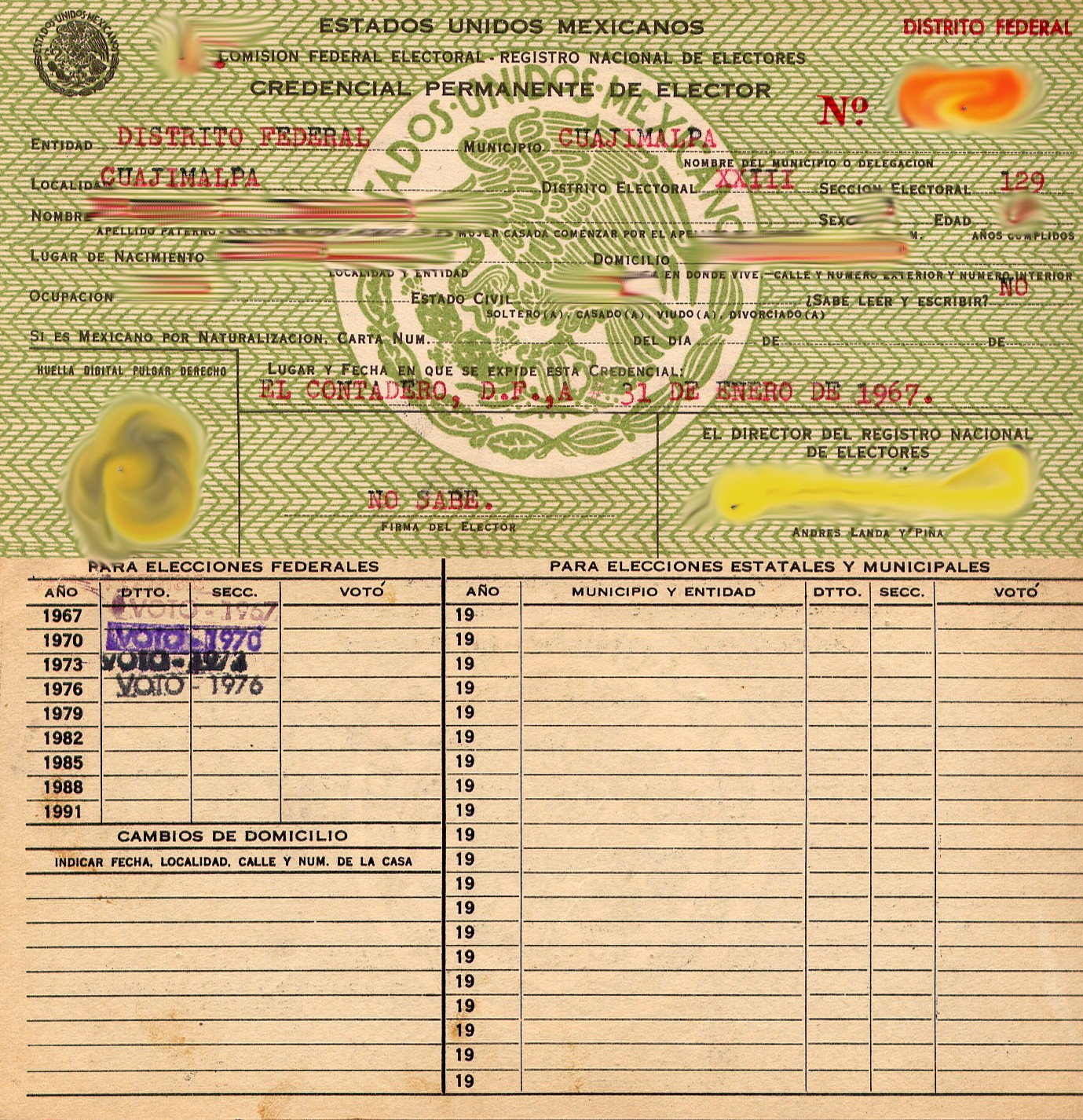
Escaneo del anverso y reverso de una credencial para votar, emitida en 1967 y que lleva en el reverso los sellos de los votos emitidos en 1967, 1970, 1973 y 1976.

La comisión estaba formada por un comisionado del poder ejecutivo, el Secretario de Gobernación de turno quien fungía de presidente de la misma. Además había dos representantes del poder legislativo, que eran un diputado y un senador seleccionados ya fuera por sus respectivas cámaras o por la Comisión Permanente. También contaba con un representante de cada partido político y un notario público seleccionado por la comisión desempañando la función de secretario.

## Atribuciones
Las amplias atribuciones de la comisión le permitían un control total de las elecciones y del registro permanente para los partidos políticos. La interpretación y aplicación de la ley electoral del momento también quedaba a cargo de la comisión. La distribución geográfica de los distritos electorales era también una parte importante de sus funciones. El número de candidatos en las listas pluri y uninominales también quedaba cargo de este órgano
La Comisión también era la encargada de presentar resolución a cualquier conflicto o apelación con respecto a las elecciones. Una de sus atribuciones más importante era la asignación de tiempos de radio y televisión y las prerrogativas que regían el uso de esos medios.

## Desaparición
Durante muchos años la oposición política tanto de izquierda como de derecha, reclamaban el hecho de que el Gobierno Federal fuese juez y parte en los procesos electorales; y producto de los procedimientos y resultados de la elección presidencial de 1988, en el gobierno de Carlos Salinas de Gortari se ve incentivado a realizar una reforma en el órgano encargado de los procesos electorales en México. 
Tras las reformas a la Constitución Política aprobadas en 1989 y de la expedición de una nueva legislación reglamentaria en materia electoral federal: el Código Federal de Instituciones y Procedimientos Electorales (COFIPE), el 15 de agosto de 1990 se constituye el Instituto Federal Electoral que sustituyó a la Comisión Federal Electoral hasta el 4 de abril de 2014, día en el cual el IFE fue disuelto por las reformas político-electorales impulsadas por el presidente Enrique Peña Nieto, siendo reemplazado por el Instituto Nacional Electoral.